# Daklei

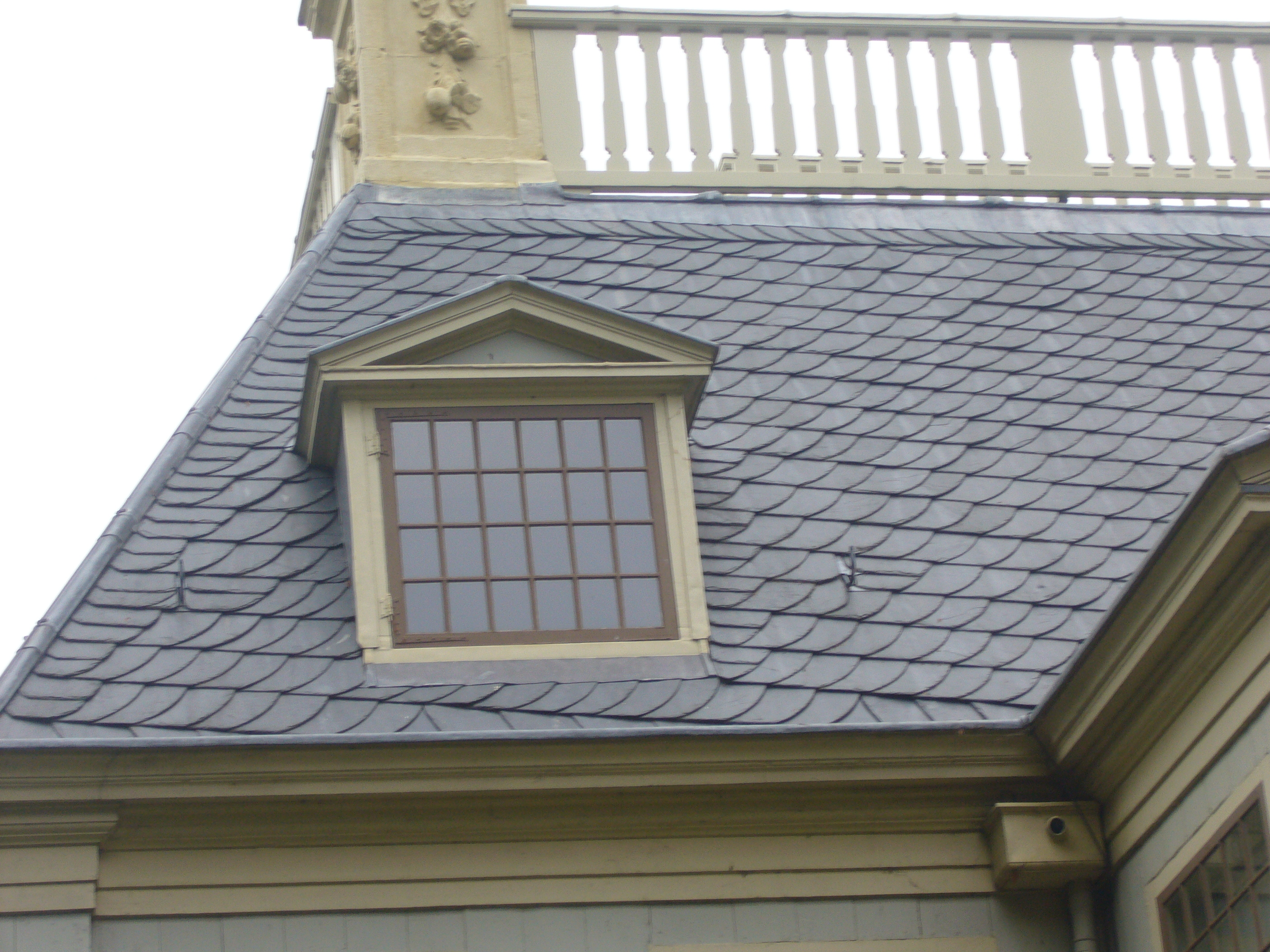
Dakleien

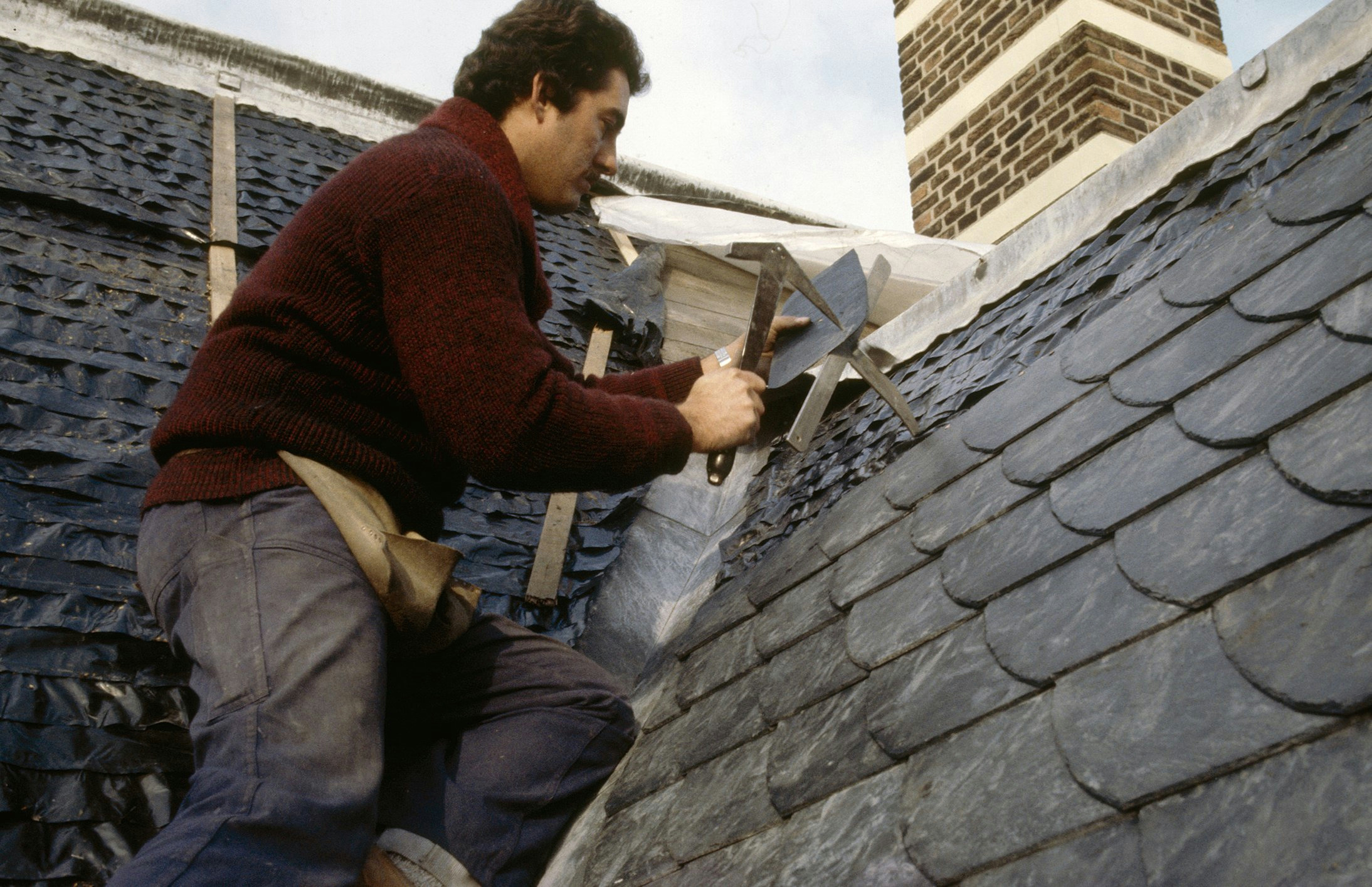
Leidekker

Dakleien of kortweg leien zijn een dakbedekking bestaande uit individuele overlappende elementen. Aanvankelijk werden deze, zoals de naam het zegt, gemaakt uit leisteen. Omdat leisteen snel verweert, werden vanaf de 20ste eeuw andere materialen populair. Tot in de jaren 1990 ging het hierbij vooral om asbestcement. 
Net als dakspanen en dakpannen worden leien in rijen gelegd. Zij worden van onder naar boven gelegd, waarbij de bovenliggende rij deels overlappend over de onderliggende rij leien wordt gelegd zonder doorlopende naden tussen de overlappende rijen. 

## Materialen

### Leisteen
Doordat leisteen wat vettig is en weinig poriën heeft, is het niet waterdoorlatend en is het schoonmaken ervan eenvoudig. Bovendien is het eenvoudig in kleine plakjes te zagen of te verwerken. Dit maakte het jarenlang een goede keus voor dakbedekking. 
Leisteen is echter een zacht gesteente en verweert eenvoudig. Het is ooit diep in de aardkost onder hoge druk uit klei ontstaan. Eenmaal aan het oppervlak is het gesteente niet meer in evenwicht en keert het langzaam terug naar de oorspronkelijke staat: Klei. Om die reden moeten traditionele leistenen dakleien relatief snel worden vervangen. De grond in de directe nabijheid van oude, Middeleeuwse kerkjes is daarom vaak doorspekt met stukjes leisteen, de overblijfselen van de leien die mensen generaties lang hebben vervangen.
Asbestcement

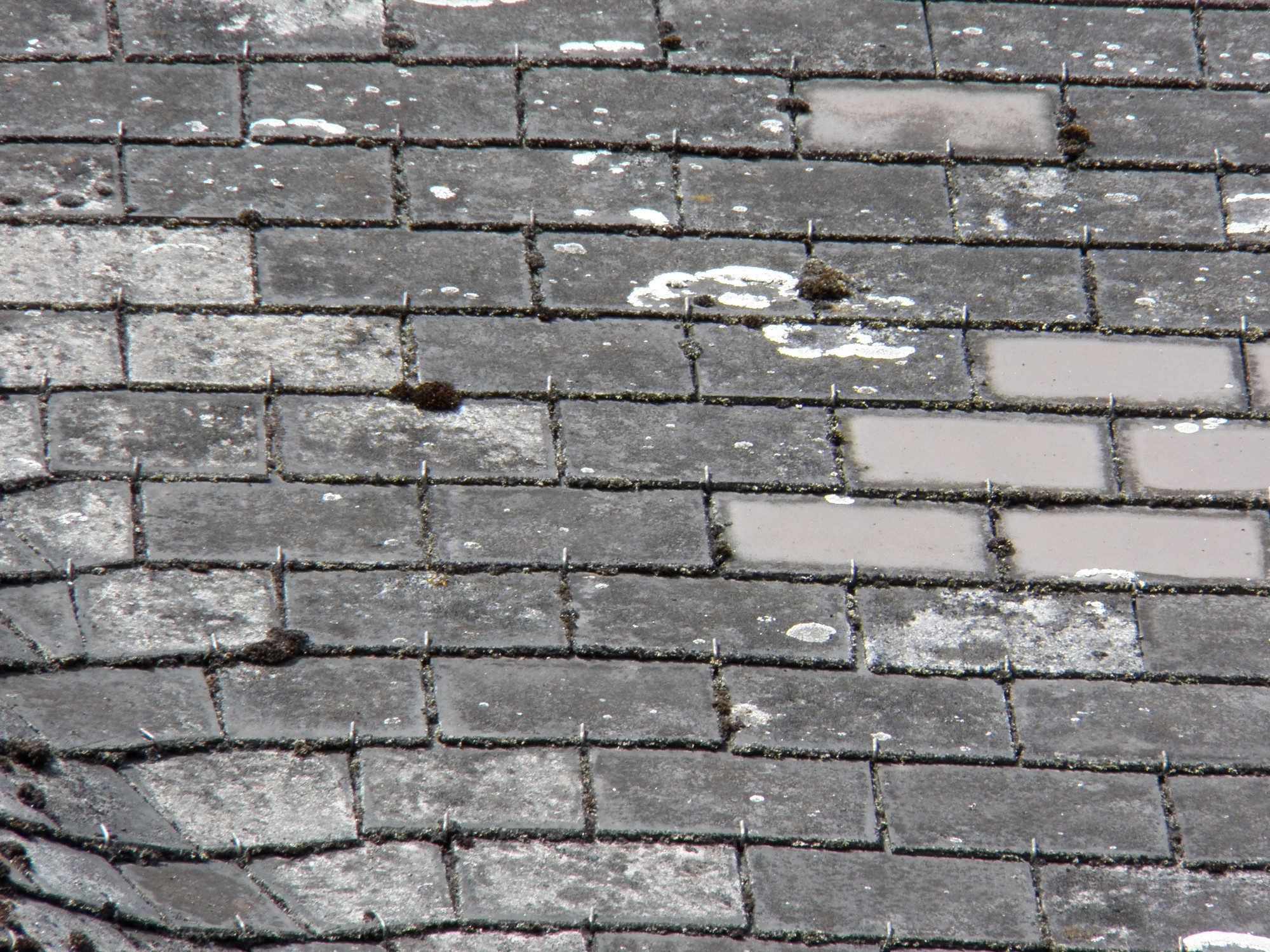
Oude dakleien van asbestcement. Bij schoonmaken met bijvoorbeeld een borstel of een hogedrukspuit, kunnen asbestdeeltjes vrijkomen

Hoewel het op de markt brengen van asbest en asbestcement al vanaf 1993 is verboden vanwege de grote gezondheidsrisico's die aan deze producten zijn verbonden, zijn daken nog steeds bedekt met leien van asbestcement. Dakleien van asbestcement hadden een fors langere levensduur dan leien van het traditionele leisteen. 
Aan dakleien van asbestcement kleven een aantal nadelen:
- Daken zijn blootgesteld aan het weer. Nu de leeftijd van dit soort daken toeneemt, neemt ook de verwering toe. Hierbij komen asbestdeeltjes vrij. Het inademen van asbestdeeltjes kan allerlei longziekten tot gevolg hebben waaronder een zeer specifieke vorm van kanker: mesothelioom. In Nederland sterven volgens de Gezondheidsraad jaarlijks naar schatting zo'n 1600 mensen aan asbestziekten.[1]
- Omdat de kern van de Nederlandse asbestregelgeving is het verbod op het bewerken, verwerken of in voorraad houden van asbest of asbesthoudende producten, kunnen daken die asbest bevatten niet legaal gerepareerd worden. Bij schade dienen de dakleien vervangen te worden via een asbestsanering en de kosten daarvan zijn hoog. Bovendien kan zich in gebouwen die ouder zijn dan 1978 onder asbestcementen dakleien ook andere asbestproducten als spuitasbest bevinden dat bij een asbestsanering eveneens zal moeten worden verwijderd.
- In Nederland waarschuwt de Rijksoverheid dat asbestdaken mogelijk vanaf 2024 worden verboden[2]

Vezelcement
Een alternatief voor natuurlei zijn leien van vezelcement. Deze kunnen niet branden en zijn door de vezels minder breekbaar. Het gewicht van deze leien, meestal 4 mm dik, is meestal veel lager dan dat van natuurleien. Deze leien zijn de 'opvolger' van de asbestvezelcementleien. Moderne vezelcementleien bevatten geen asbest. 

### Hout
Hoewel brandbaar en vatbaar voor verwering, is hout een traditioneel materiaal om dakbedekking van te maken. Gebruikt men hiervoor gespleten hout, zogenaamde schaliën, dan spreekt men van dakspanen, schindels of shakes. Gebruikt men hiervoor gezaagd hout, dan spreekt men van 'houten dakleien' of houten shingles.

### Bitumen
Bestaat de dakbedekking uit individuele overlappende elementen van uit een met bitumen geïmpregneerd of gedrenkt ruwvilt of een mat van glasvezel, dan spreekt men van bitumineuze shingles. Bitumineuze shingles zijn aan beide zijden bedekt met bitumen en doorgaans zijn zijn aan de bovenzijde voorzien van een beschermlaag van minerale korrels.

### Andere materialen
Vanaf de jaren 1990, nadat de gezondheidsgevaren van asbest bekend werden, wordt vooral gekozen voor cement of keramiek als materiaal om kunstleien van te vervaardigen.

## Patronen
Afhankelijk van het patroon waarin de leien worden gelegd, ontstaan er een aantal typen leidaken: het maasdak, het koeverdak, het rijndak, het schubbendak en de Leuvense dekking.

## Uitdrukking
De uitdrukking Dat ging van een leien dakje betekent dat iets vlot en zonder problemen verliep. 